# Ормулум

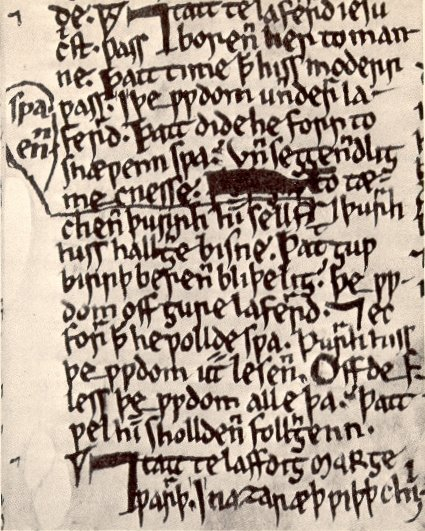
Страница из Ормулума, вставки новых чтений выполнены «Рукой B»

Ормулум — церковно-дидактическое английское произведение ок. 1200 года, написанное монахом по имени Орм (или Ормин).  Сохранилось 19992 стиха, представляющих ценный образец английского языка той эпохи. Из-за уникальной фонетической орфографии, принятой её автором, работа сохраняет много деталей английского произношения, существовавшего во время непосредственно после нормандского завоевания Англии.
После предисловия и посвящения, работа представляет собой «евангельскую гармонию» — ежедневное изложение Священного Писания с толкованием и проповедью, объясняющих библейский текст для народа на протяжении литургического года. Уцелела приблизительно пятая часть первоначального материала, в единственной рукописи, которая находится в Библиотеке имени Бодлея в Оксфорде.
Орм был обеспокоен жаргоном, на котором говорили священники, и развивал особенную систему правописания, чтобы помочь читателям в произношении гласных. Орм использовал строгий поэтический метр, чтобы гарантировать, что читатели поймут, на какой слог должно падать ударение. Современные ученые используют эти наработки, чтобы восстановить среднеанглийский язык, на котором разговаривал Орм.

## Происхождение
Необычно для работы данной эпохи то, что Ормулум не является ни анонимным, ни безымянным. Имя автора проставлено в конце посвящения:
| среднеанглийский Icc was þær þær i crisstnedd was Orrmin bi name nemmnedd | английский буквально I was there there I christened was Ormin by name named | русский Там, где меня окрестили, именем Ормин я был назван | (Ded. 323-24) |
В начале предисловия автор идентифицирует себя снова, используя другое написание своего имени, и дает книге название.
| среднеанглийский Þiss boc iss nemmnedd Orrmulum forrþi þatt Orrm itt wrohhte | английский буквально This book is named Ormulum for that that Orm it wrought | русский Называется эта книга Ормулум, поскольку Орм её создал | (Pref. 1-2)[A] |
Имя «Orm» происходит из древнескандинавского языка, означая червя, змея или дракона. С суффиксом «myn» для «человека» (следовательно — «Ormin»), это имя было распространено по всей области Датского права в Англии. Выбор между двумя формами имени, вероятно, продиктован метрическим стихом при каждом его использовании. Название стихотворения, «Ormulum», смоделировано по примеру латинского слова speculum («зеркало, зерцало»), столь популярного в названиях средневековой научной литературы на латыни, что термин «литература-зерцало» стал обозначением жанра.

## Язык
Ранний среднеанглийский, восточно-центральный диалект. Язык намного ближе к современному английскому, чем к древнеанглийскому. По сути, архаичный вариант современного английского языка, чего нельзя сказать о древнеанглийском. Для неспециалиста сходство языка Ормулума с современным английским может быть трудно увидеть из-за своеобразной орфографии.
Книга является важным лингвистическим источником, поскольку автор последовательно использует систему орфографии с двойными согласными для обозначения длительности. Традиционно считается, что так обозначалась краткость предыдущего гласного (как в современном голландском и в известных случаях в современном английском), хотя имеется теория, утверждающая, что так обозначались геминаты (долгие согласные).